# Ostrobotnia
Ostrobotnia est un bâtiment situé à proximité du Musée national de Finlande dans le quartier d'Etu-Töölö à Helsinki en Finlande.

## Présentation
La maison a été conçue par l'architecte Wäinö Gustaf Palmqvist et son adresse est Museokatu 10 ou Töölönkatu 3.
Ostrobotnia  est un bâtiment géré par les Nations Ostrobotniennes de l'Université d'Helsinki (Vasa nation, Etelä-Pohjalainen Osakunta et Pohjois-Pohjalainen Osakunta).
En plus des nations, le bâtiment héberge le restaurant Manala, le St. Urho's Pub, un étage spécial pour les fêtes, et il y a aussi eu d'autres activités de restauration dans la maison depuis sa construction en 1912.

## Histoire
L'idée d'avoir leur propre maison est née parmi les étudiants d'Ostrobotnie en 1842, lorsque Zacharias Topelius a agi comme secrétaire lors de la réunion. 
Cependant, le projet ne s'est pas concrétisé. 
La tentative suivante eut lieu en 1903.
Un terrain convenable a été trouvé à côté du Musée national de Finlande et, en septembre 1908, la ville d'Helsinki a vendu ce terrain très éloigné du centre-ville aux nations d'Ostrobotnie.
Un concours d'architecte a été lancé, et toutes les propositions gagnantes venaient de Wäinö Gustaf Palmqvist. 
Ostrobotnia sera inaugurée le 9 novembre 1912. 
La chanson Nuijamiesten marssi (fi) pour chœur d'hommes composée par Toivo Kuula et écrite par Veikko Antero Koskenniemi a été créée et chantée pour la première fois lors de l'inauguration.
Une réunion eu lieu au deuxième étage d'Ostrobotnia le 27 octobre 1914, qui sera le début du Jääkäriliike, qui visait l'indépendance de la Finlande.
De 1928 à 1963, Ostrobotnia a servi de résidence pour les étudiants d'Ostrobotnie.
Le 4 février 1967, le président Urho Kekkonen y a prononcé un discours assez remarquable , dans lequel il a déclaré, entre autres, qu'il considérait qu'il était important que les démocrates populaires aient un droit fondamental de participer au gouvernement du pays pour influencer les décisions politiques. 
Le discours est devenu connu sous le nom de discours d'Ostrobotnia.

## Galerie

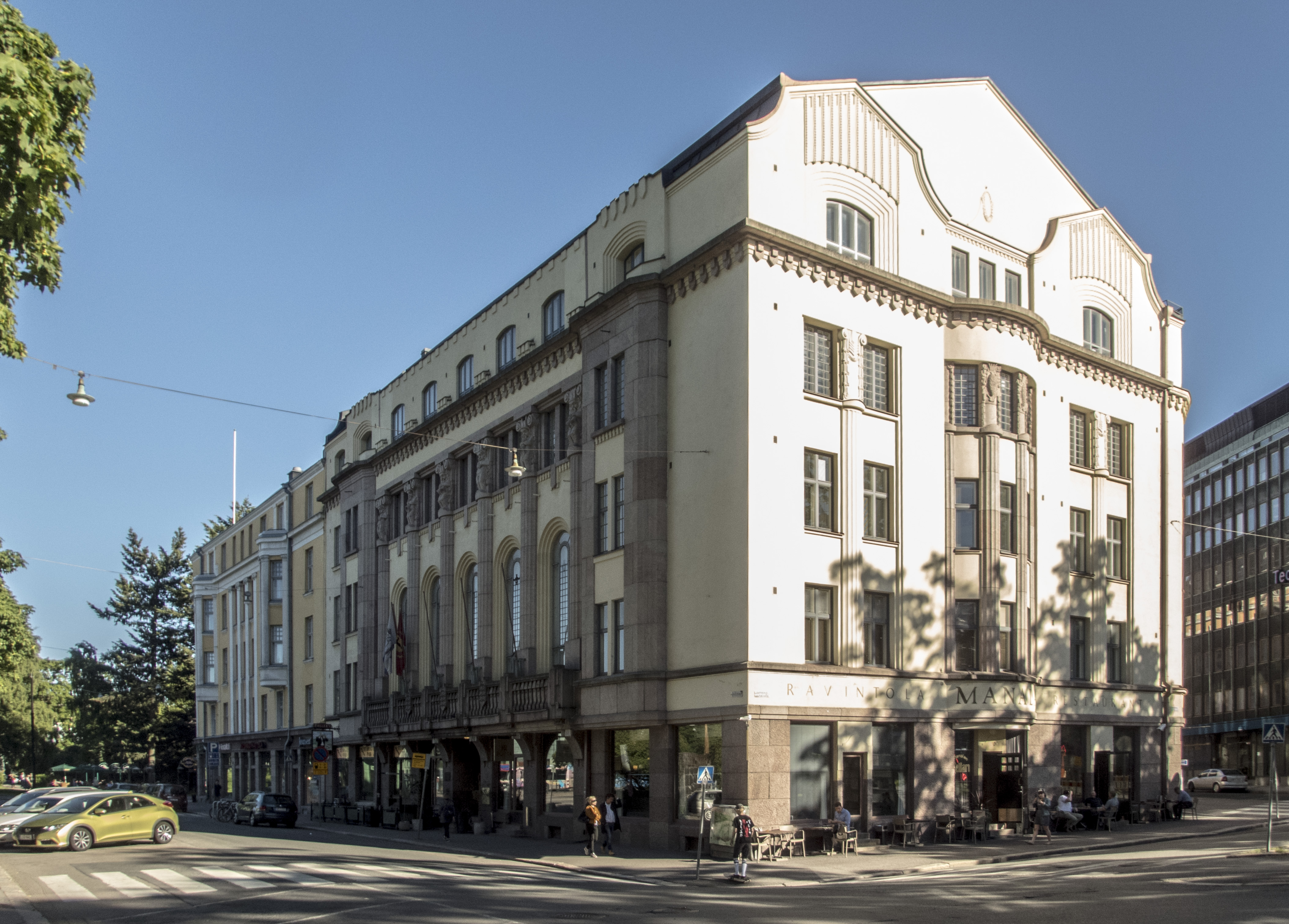
Ostrobotnia.